# Pirapozinho
Pirapozinho est une ville brésilienne de l'État de São Paulo, au sud de la région de Presidente Prudente, au nord de Tarabai, et au nord-ouest de Narandiba. Elle se situe à une latitude de 22°16'31" Sud et une longitude de 51°30'00" ouest, à une altitude de 487 mètres. Sa population était estimée en 2004 à 22 675 habitants. Elle a une superficie de 482,28 kilomètres carrés. Elle est connue dans la région sous le nom de « Ville Bijou » de la Haute Sorocabana.

## Démographie
Selon le recensement de 2000
Population totale: 22 104
- Population urbaine : 20 715
- Population rurale : 1 389
- Hommes : 10 815
- Femmes : 11 289

- Densité de population (habitants / km ²): 45,97
- Mortalité infantile jusqu'à 1 an (pour mille): 16,70
- Espérance de vie (années): 70,78
- Taux de fécondité (enfants par femme): 1,98
- Taux d'alphabétisation: 89,13 %
- Indice de développement humain (IDH-M): 0.783
  - IDH-M Revenus : 0,721
  - IDH-M Longévité : 0.763
  - IDH-M-Éducation : 0.865
  - (Source: IPEADATA)

## Administration
| Période | Période | Identité         | Étiquette | Qualité |
| ------- | ------- | ---------------- | --------- | ------- |
| 2007    | 2008    | Orlando Padovan  | DEM       |         |
| 2007    | 2008    | Marcos Brambilla | PSDB      |         |

- Président de la Chambre : Claudecir Marrafon (PDT, 2007-2008)

## Curiosités
- Festival annuel de juin appelé FEJUPI (Festa Junina de Pirapozinho), qui a le plus grand feu de la Saint-Jean au Brésil.
- La ville est à 19 km de Presidente Prudente
- La ville dispose de 78 édifices.
- La ville dispose de 10 écoles, à savoir : EE Profª Lúcia Silva de Assumpção, EE Profª Maria José Barbosa Castro Toledo,EE Profª Olga Yasuko Yamashita,EMEIF Profº Moacyr Teixeira, EMEIF Geraldo Salim Jorge, EMEIF Profº Celestino Martins Padovan, EMEIF Profª Alzira Correa Miras, CEI Jean Piaget, Colégio Prisma, EMEIF Ted Teixeira.